# Sant Sadurní d'Osormort
Sant Sadurní d'Osormort è un comune spagnolo situato nella comunità autonoma della Catalogna.